# Steinhummel
Die Steinhummel (Bombus lapidarius) ist eine Art der Hummeln (Bombus) – 2005 war sie in Deutschland und Österreich das "Insekt des Jahres.

## Merkmale

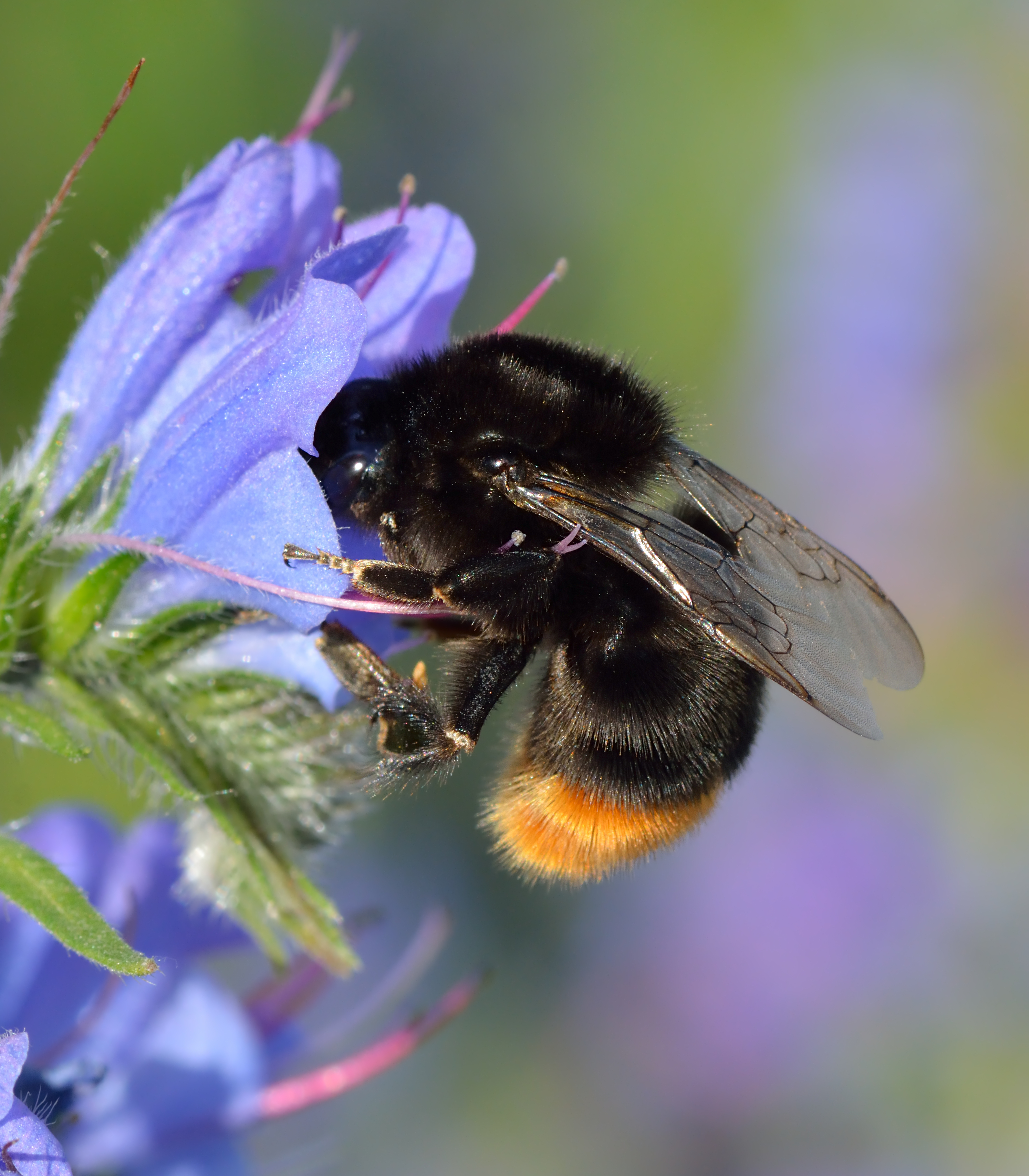
Königin

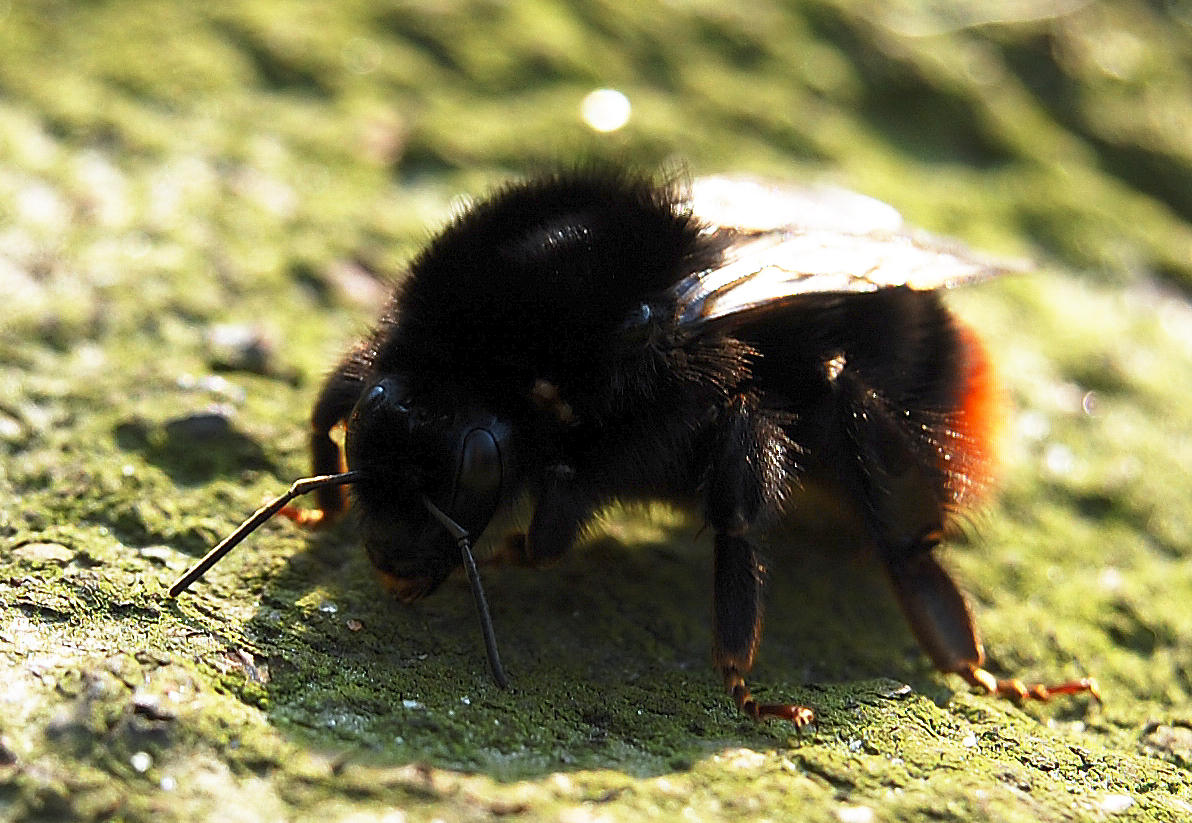
Arbeiterin

Steinhummeln erreichen eine Körperlänge von 12 bis 16 Millimetern (Arbeiterin), 14 bis 16 Millimetern (Drohne) bzw. 20 bis 22 Millimetern (Königin). Sie sind größtenteils schwarz, das Ende des Hinterleibs ist orangerot/braunrot. Die Königinnen haben an Tergit 6 eine kreisrunde haarlose Erhebung. Männliche Steinhummeln haben eine gelbe Binde auf der Brust. Ihre Nester legen sie öfter unter Steinhaufen oder Mauern an, worauf sich der Name bezieht. Sie können sich jedoch auch in Mäusenestern, im Stroh von Ställen oder in verlassenen Vogelnestern befinden. Ein durchschnittlicher Staat besteht aus etwa 100 bis 300 Arbeiterinnen.
Steinhummeln bevorzugen den Nektar von verschiedenen Kleearten und Taubnesseln.

## Lebensweise

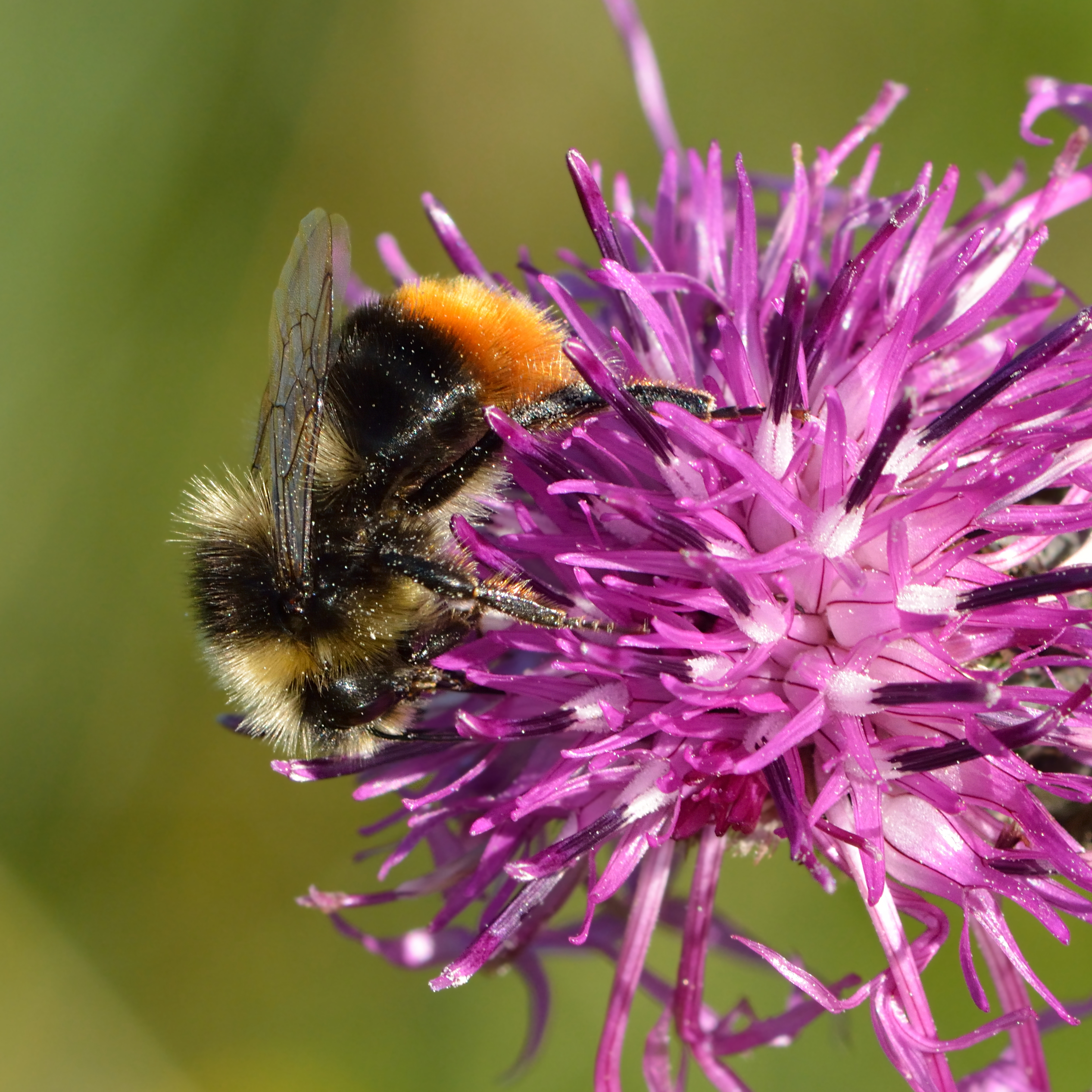
Drohne

Ihre Flugzeit beginnt im März und endet im Oktober. Sie bevorzugt offenes Gelände wie Gärten, Wiesen und Waldränder. Die Jungkönigin legt das Nest ab März in lockeren Steinhaufen, Hohlräumen von Mauern, in lockerem Boden, in Kleinsäugerbauten, Vogelnester und Vogelnistkästen, Felsspalten, Schuppen und Dachböden an. Ab April erscheinen die Arbeiterinnen der Steinhummel, ab Juli die Jungköniginnen und Drohnen.
Die Tiere umgeben ihre Brutzellen mit vorgefundenem Nistmaterial und überdecken das ganze Nest mit einer dünnen Wachskuppel. Sie sind Pollenstorer, lagern den gesammelten Pollen also in alten Brutzellen. Steinhummeln wurden auf 248 verschiedenen Pflanzenarten festgestellt. Ihre Völker erreichen ein Größe bis zu 300 Tieren. Sie ist in Europa bis zum Polarkreis verbreitet und in den Alpen bis zu einer Höhe von 2000 m.

## Schutz
In Mitteleuropa gehört die Steinhummel zwar zu den häufigsten und bekanntesten Hummelarten, es gibt allerdings einige seltenere Arten, wie beispielsweise die Grashummel, die ihr im Aussehen ähneln.